# Pentathlon moderno ai Giochi della XXV Olimpiade

## Podi
| Evento                      | Oro                                                             | Perform. | Argento                                                                 | Perform. | Bronzo                                                   | Perform. |
| Gara individuale (dettagli) | Arkadiusz Skrzypaszek                                           | 5559     | Attila Mizsér                                                           | 5446     | Ėduard Zenovka                                           | 5361     |
| Gara a squadre (dettagli)   | Polonia Arkadiusz Skrzypaszek Dariusz Goździak Maciej Czyżowicz | 16018    | Squadra Unificata Ėduard Zenovka Anatolij Starostin Dmitrij Svatkovskij | 15924    | Italia Roberto Bomprezzi Carlo Massullo Gianluca Tiberti | 15760    |

## Medagliere
| Posizione | Paese             | Oro | Argento | Bronzo | Totale |
| --------- | ----------------- | --- | ------- | ------ | ------ |
| 1         | Polonia           | 2   | 0       | 0      | 2      |
| 2         | Squadra Unificata | 0   | 1       | 1      | 2      |
| 3         | Ungheria          | 0   | 1       | 0      | 1      |
| 4         | Italia            | 0   | 0       | 1      | 1      |
| Totale    | Totale            | 2   | 2       | 2      | 6      |